# John Gilmore (ativista)
John Gilmore (York, Pennsylvania, 1957) em é um dos fundadores da Electronic Frontier Foundation, da lista de email Cypherpunks e Cygnus Solutions. Ele criou também alt.* hierarchy dentro da Usenet e é um dos participantes mais ativos do projeto GNU.
Como o quinto empregado da Sun Microsystems e fundador Cygnus Support, ele acumulou dinheiro suficiente para se aposentar cedo e perseguir seus outros interesses.
John Gilmore contribui para a melhoria e popularização do software livre, trabalhou em diversos projetos GNU, incluindo o GNU Debugger nos anos 90, começando a GNU Radio em 1988, iniciando o Gnash em dezembro de 2005 para criar um software livre capaz de reproduzir filmes em Flash. Fora do projeto GNU fundou o projeto FreeS/WAN, uma implementação do IPsec, com o objetivo de promover a encriptação do tráfico de dados na internet. Apoia o Deep Crack DES cracker da EFF, o software Micropolis (Jogo de construção de cidade, como SimCity), além de incentivar o uso de Encriptação oportunista (comunicação encriptada em sistema de comunicação).
Gilmore recebeu o prêmio Advancement of Free Software 2009 da Fundação Software Livre.